# Jerzy Moes
Jerzy Aleksander Moes (ur. 29 września 1935 w Warszawie, zm. 27 kwietnia 2019 w Milanówku) – polski aktor teatralny i filmowy.

## Życiorys
6 kwietnia 1961 r. miał miejsce jego debiut teatralny. Występował w następujących teatrach:

- Teatr Dolnośląski w Jeleniej Górze (1961-1962)
- Teatr im. Stefana Żeromskiego w Kielcach (1962-1963)
- Teatr Rozmaitości we Wrocławiu (1963-1964)
- Teatr Dramatyczny w Warszawie (1964-1966)
- Teatr Śląski w Katowicach (1966-1967)
- Operetka Śląska w Gliwicach (1967-1968)
- Teatr Dramatyczny we Wrocławiu (1968-1969)
- Teatr Ateneum w Warszawie (1969-1972)
- Teatr Ziemi Mazowieckiej (1973-1976)
- Teatr Dramatyczny im. J. Szaniawskiego w Płocku (1976-1980)

## Filmografia
- 1959: Lotna – podchorąży Jerzy Grabowski
- 1960: Powrót – strażnik graniczny
- 1964: Pierwszy dzień wolności – kpt. w oflagu, później adiutant ppłka Ostrowskiego
- 1965: Lenin w Polsce – dziennikarz w kinoteatrze
- 1965: Sam pośród miasta – mężczyzna w lokalu
- 1968: Lalka
- 1969: Czerwone i złote – Kacper Zapieralski, syn kościelnego
- 1969: Jak rozpętałem drugą wojnę światową – porucznik Regulski[3]
- 1969: Ostatni świadek – SS-mann
- 1970: Album polski – strażnik kolumny więźniów obozu koncentracyjnego
- 1970: Dzięcioł – lotnik
- 1970: Epilog norymberski
- 1970: Pogoń za Adamem – „powstaniec” w filmie Zawady
- 1970: Portfel – dziennikarz rozmawiający z prezesem zjednoczenia
- 1971: Agent nr 1 – radiotelegrafista w sztabie brytyjskim
- 1971: Bicie serca – policjant
- 1971: Kłopotliwy gość – Jurek, kolega Piotrowskiego w PZMC
- 1971: Zaraza – dziennikarz w tv rozmawiający z Konopacką
- 1972: Dama pikowa – gracz w klubie oficerskim
- 1972: Palec Boży – aktor Michał
- 1972: Poszukiwany, poszukiwana – mężczyzna na przyjęciu u Góreckich
- 1972: Siedem czerwonych róż, czyli Benek Kwiaciarz o sobie i o innych – urzędnik
- 1973: Wielka miłość Balzaka – gość w Wiedniu
- 1974: Ile jest życia – urzędnik LOT-u na Okęciu
- 1974: Karino – gracz na wyścigach
- 1974: Nie ma róży bez ognia – mężczyzna w lokalu
- 1974: Orzeł i reszka – agent polskiego wywiadu porywający Dudę „Garbusa”
- 1974: Potop – oficer szwedzki
- 1974: Urodziny Matyldy – inżynier
- 1974: Zapamiętaj imię swoje – polski kapitan
- 1975: Beniamiszek – myśliwy
- 1975: Doktor Judym – lekarz, gość spotkania u Czeniszów
- 1975: Dyrektorzy – barman Jędruś (odc. 3)
- 1975: Jarosław Dąbrowski
- 1975: Jej powrót – szofer Edwarda
- 1975: Moja wojna, moja miłość
- 1975: Tylko Beatrycze – król Piotr Przemysław
- 1976: Bezkresne łąki – uczestnik narady
- 1976: Brunet wieczorową porą – porucznik aresztujący Kowalskiego
- 1976: Dźwig – członek komisji
- 1976: Karino – gracz
- 1976: Przepłyniesz rzekę – robotnik
- 1976: Trędowata
- 1976: Zagrożenie – dziennikarz
- 1976: Zaklęty dwór – znajomy hrabiego
- 1976: Złota kaczka – szlachcic przyglądający się grze w kości
- 1976: Znaki szczególne – inżynier na budowie zapory (odc. 1)
- 1977: Czterdziestolatek – członek delegacji witającej na Okęciu Japończyków (17)[4]
- 1977: Akcja pod Arsenałem – przechodzień przy Arsenale
- 1977: Polskie drogi – gestapowiec, podwładny Kliefhorna (odc. 7 i 9)
- 1977: Raszyn. 1809 – generał dywizji przy ustalaniu warunków kapitulacji
- 1977: Sam na sam – Jerzy, sąsiad Witka
- 1977: Żołnierze wolności – adiutant Bora-Komorowskiego
- 1977: Sprawa Gorgonowej – dziennikarz
- 1977: Układ krążenia – uczestnik konferencji (odc. 1)
- 1978-1984: 07 zgłoś się – porucznik na miejscu śmierci Ewy Rogulskiej (odc. 9)[5]
- 1978: Biały mazur – Niemiec, rozmówca Waryńskiego
- 1978: Co mi zrobisz, jak mnie złapiesz? – milicjant dający mandaty za słowo „dupa”
- 1978: Justyna – inżynier
- 1978: Romans Teresy Hennert – kawalerzysta
- 1978: Somosierra. 1808 – generał francuski
- 1978: Sowizdrzał świętokrzyski – brat Szymon
- 1978: Zielona miłość – urzędnik
- 1979: Doktor Murek – sekretarz wojewody (odc. 1)
- 1979: Klincz – spiker
- 1979: Kung-fu – dziennikarz
- 1979: Ojciec królowej – dowódca gwardii
- 1979: Operacja Himmler – oficer Gestapo
- 1979: Skradziona kolekcja – milicjant
- 1979: Tajemnica Enigmy – oficer Abwehry w Paryżu (odc. 6)
- 1979: ... Cóżeś ty za pani ... – legionista
- 1980: Alicja – bywalec podwórkowy
- 1980: Ciosy – milicjant
- 1980: Czułe miejsca – aktor
- 1980: Droga – kapitan na koniu
- 1980: Gdy nad „Anną” gorzało niebo – ksiądz
- 1980: Królowa Bona – dworzanin
- 1980: Polonia Restituta – porucznik Zamorski, adiutant pierwszego pułku
- 1980: Powstanie Listopadowe. 1830–1831 – adiutant Węgierskiego
- 1980: Punkt widzenia – mąż Iwony (odc. 3 i 7)
- 1980: Sherlock Holmes i Doktor Watson – uczestnik konferencji (odc. 12), kelner (18)
- 1980: Zamach stanu – S. Haller, szef sztabu generalnego podczas zamachu majowego
- 1981: Białe tango – aktor (odc. 2)
- 1981: Chłopiec – członek komisji egzaminacyjnej
- 1981: Dziecinne pytania – recepcjonista
- 1981: Filip z konopi – kreślarz
- 1981: Karabiny – oficer leśnych
- 1981: Klejnot wolnego sumienia – kompan Sieniawskiego
- 1981: Limuzyna Daimler-Benz – ojciec ucznia
- 1981: Miłość ci wszystko wybaczy – kapitan tańczący w „Adrii”
- 1981: Najdłuższa wojna nowoczesnej Europy – porucznik pruski (odc. 3)
- 1981: Przypadek – oficer SB aresztujący Czuszkę
- 1981: Szarża, czyli przypomnienie kanonu – kawalerzysta
- 1981: W obronie własnej – lekarz
- 1982–1997: Dom – inż. w FSO (odc. 9), dr Wencel, onkolog badający Ewę Talar (19)
- 1982: Polonia Restituta – porucznik Zamorski, adiutant pierwszego pułku (odc. 3)
- 1982: Mur – żołnierz niemiecki
- 1983: Stan wewnętrzny – Musiała, dyrektor TV Gdańsk
- 1984: Pismak – oficer austriacki
- 1984: Przemytnicy – przemytnik
- 1984: Rok spokojnego słońca – repatriant w pociągu
- 1985: Bariery – dziennikarz
- 1985: Lustro – lekarz
- 1986: Boczny tor – dyrektor PKP
- 1986: Weryfikacja – członek redakcji „Tygodnika”
- 1986: Zmiennicy – milicjant z drogówki (odc. 8 i 12)
- 1987: Dorastanie – urzędnik w fabryce (odc. 4)
- 1987: Misja specjalna
- 1987: Śmieciarz − cywil
- 1987: Vera - der schwere weg der Erkenntnis – belgijski dowódca NATO
- 1988: Oszołomienie – Biegalski, pierwszy mąż Czerkańskiej
- 1988: Pan Kleks w kosmosie – człowiek witający Bronowskiego na lotnisku
- 1988: Pięć minut przed gwizdkiem – prokurator
- 1989: Lawa – adiutant Cara w „Śnie Senatora”
- 1989: Po upadku. Sceny z życia nomenklatury – Pisarz na budowie
- 1989: Rififi po sześćdziesiątce – dyrektor w banku
- 1989: Stan strachu – SB-ek aresztujący Tomka
- 1991: Jeszcze tylko ten las – granatowy policjant w budynku sądów na Lesznie
- 1991: Przeklęta Ameryka – kapitan MO
- 1994: Panna z mokrą głową – sąsiad Borowskich
- 1995: Archiwista
- 1995: Awantura o Basię – aktor
- 1995: Cwał – nauczyciel
- 1996: Wirus
- 1997: Brat naszego Boga – zakonnik
- 1997: Sława i chwała – członek dowództwa AK (odc. 7)
- 1997: Taekwondo – właściciel samochodu
- 1998-2003: Klan – 2 role: pan Janik kupujący wspólnie z żoną mieszkanie od Rysiów[6]
- 1998: Sabina – Stefan, mąż Sabiny
- 1999: Całe zdanie nieboszczyka – oficer policji
- 2000-2001: Adam i Ewa – Czesław Bronisz, notariusz
- 2000: Słoneczna włócznia – portier (odc. 9 i 10)
- 2000: Sukces – ksiądz na pogrzebie Skarbkowej
- 2001: Marszałek Piłsudski – Tadeusz Rozwadowski
- 2002-2010: Samo życie – Mundek, ksiądz biskup
- 2003: Żurek – kapelan
- 2004-2008: Na dobre i na złe – członek komisji ZUS (odc. 200); prof. Błaszczyk (320)
- 2004: Aryjska para – kierowca Krauzenberga
- 2005-2006: Magda M. – sędzia
- 2005: Plebania – ksiądz Stefan (odc. 515 i 519)
- 2006: Szatan z siódmej klasy – dyrektor szkoły (odc. 1 i 2)
- 2007: Ekipa – poseł (odc. 2 i 14)
- 2007: Kryminalni – pisarz Robert Werner (odc. 81)
- 2007: Ryś – kierownik hotelu i roweru
- 2008: Daleko od noszy – pacjent Marczak (odc. 164)
- 2008: M jak miłość – lekarz (odc. 600 i 604)
- 2009: Przeznaczenie – pan Stasio (odc. 11)
- 2009: Rewers – sąsiad